# Friedrich Adolf Ebert
Friedrich Adolf Ebert, född 9 juli 1791, död 13 november 1834, var en tysk biblioteksman.
Ebert blev överbibliotekarie vid stadsbiblioteken i Dresden 1822. Bland hans verk märks Die Bildung des Bibliothekars (1820), Allgemeines bibliographisches Lexikon (2 band, 1821–30) och Geschichte und Beschreibung der königlichen öffentlichen Bibliotek zu Dresden.